# Trommelturm

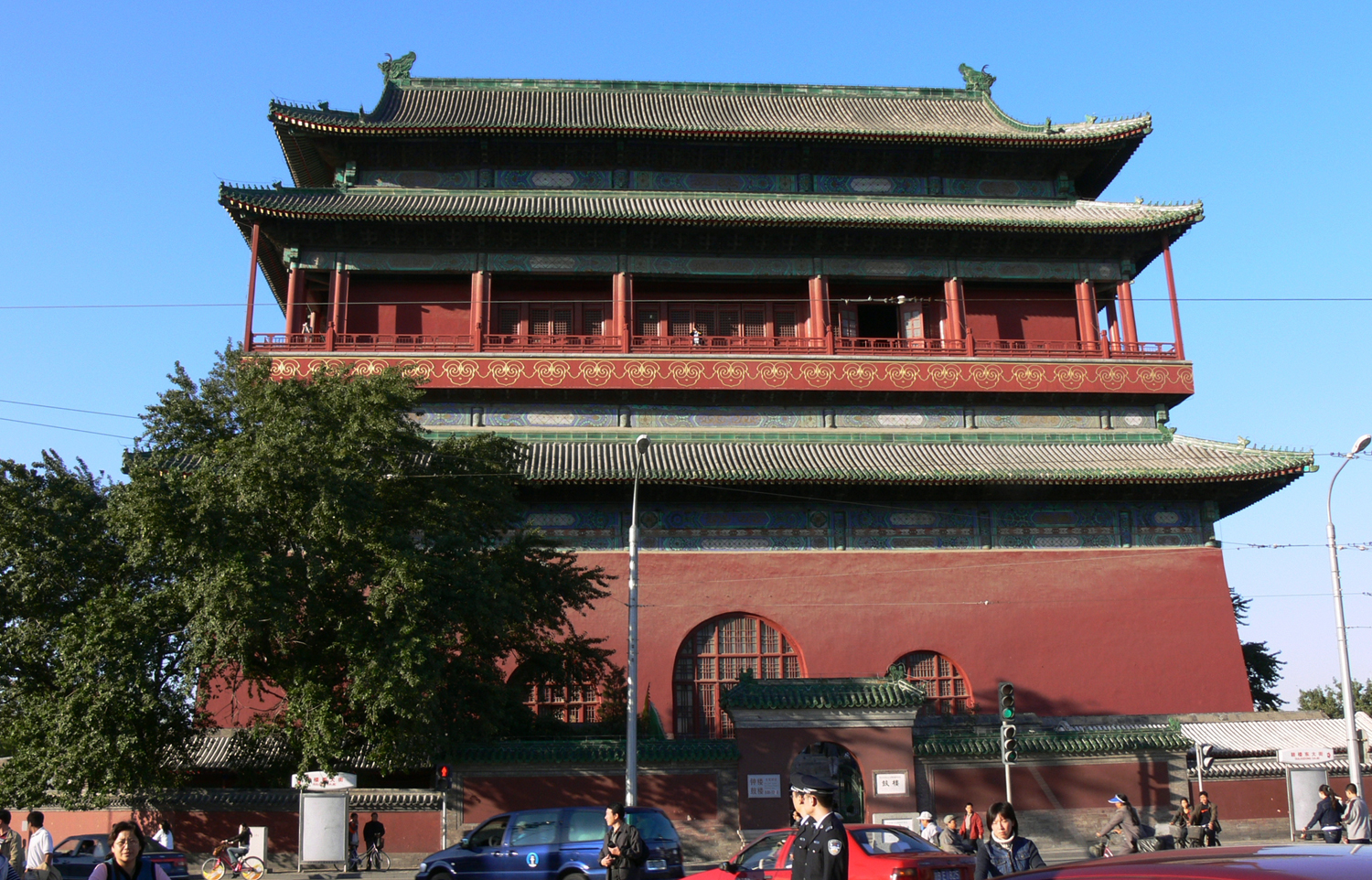
Pekinger Trommelturm

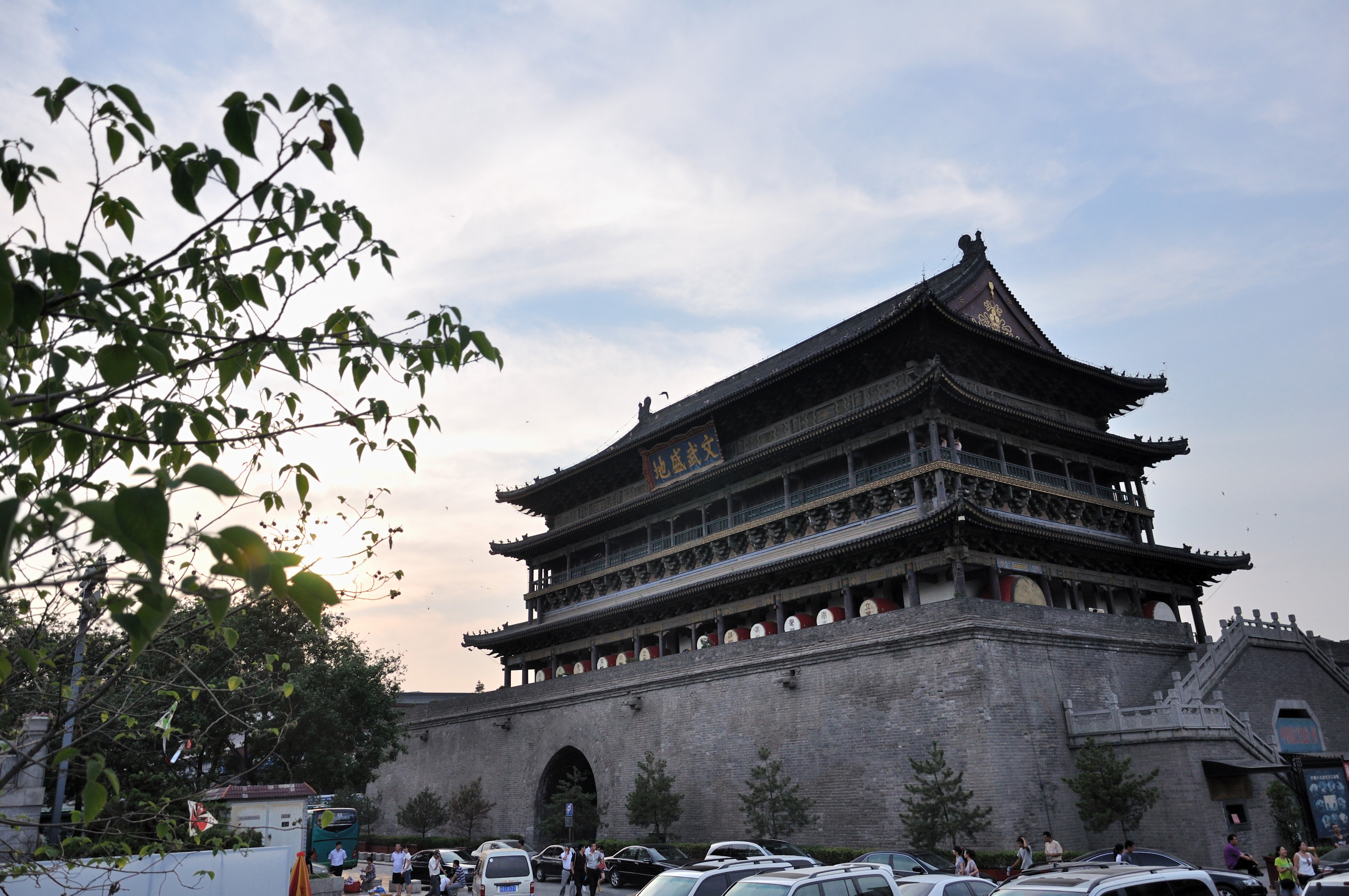
Trommelturm von Xi’an (Shaanxi)

Ein Trommelturm (chinesisch 鼓樓 / 鼓楼, Pinyin gǔlóu, japanisch korō) ist ein in alten chinesischen bzw. ostasiatischen Städten oder in traditionellen Tempeln errichtetes Gebäude für darin aufgestellte große Fasstrommeln (allgemein gu). In der Regel bilden Glockenturm (chinesisch 鐘樓 / 钟楼, Pinyin zhōnglóu, mit zhong, „Glocke“, japanisch shōrō) und Trommelturm ein architektonisches Paar unter der Bezeichnung Trommel- und Glockenturm (chinesisch 鐘鼓樓 / 钟鼓楼, Pinyin zhōng-gǔlóu). Sie finden sich meist im Ortskern und wurden für Zeitangaben, als Signalgeber und zur Ankündigung von Feierlichkeiten verwendet.
Verschiedene chinesische Stadtbezirke und andere Orte sind danach benannt und tragen den Namen Gulou (siehe die Begriffsklärungsseite Gulou).
Zu den bekanntesten Bauwerken dieser Art zählen der Trommelturm von Peking und der von Xi’an in Shaanxi. Mehrere Trommeltürme (und Glockentürme) stehen auf der Liste der Denkmäler der Volksrepublik China, darunter die beiden letztgenannten, sowie auf den Denkmallisten der Provinzebene usw.

## Übersicht
- Beijing gulou 北京鼓楼 Pekinger Trommelturm (Peking)
- Tianjin gulou 天津鼓楼 Tianjin
  - Jixian gulou 蓟县鼓楼 Ji
- Fuzhou gulou 福州鼓楼 Fuzhou
- Nanjing gulou 南京鼓楼 Nanjing
- Xi’an gulou 西安鼓楼 Xi’an
- Ningbo gulou 宁波鼓楼 Ningbo
- Linfen gulou 临汾鼓楼 Linfen
- Datong gulou 大同鼓楼 Datong
- Dongzhai gulou 侗寨鼓楼
- Hangzhou gulou 杭州鼓楼 Hangzhou
- Zengchong gulou 增冲鼓楼 Zengchong, Congjiang
- Matian gulou 马田鼓楼 Matian
- Zhangye gulou 张掖鼓楼 Zhangye
- Mapang gulou 马胖鼓楼 Mapang (der Dong)
- Zhongwei gulou 中卫鼓楼 Zhongwei
- Weinan gulou 渭南鼓楼 Weinan
- Huzhu gulou 互助鼓楼 Huzhu

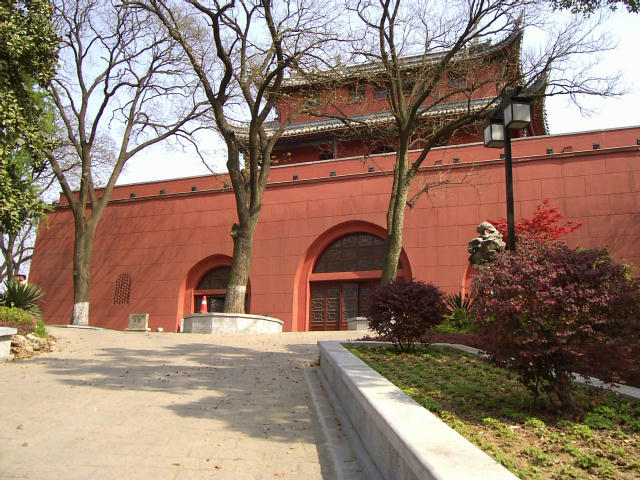
Nanjing
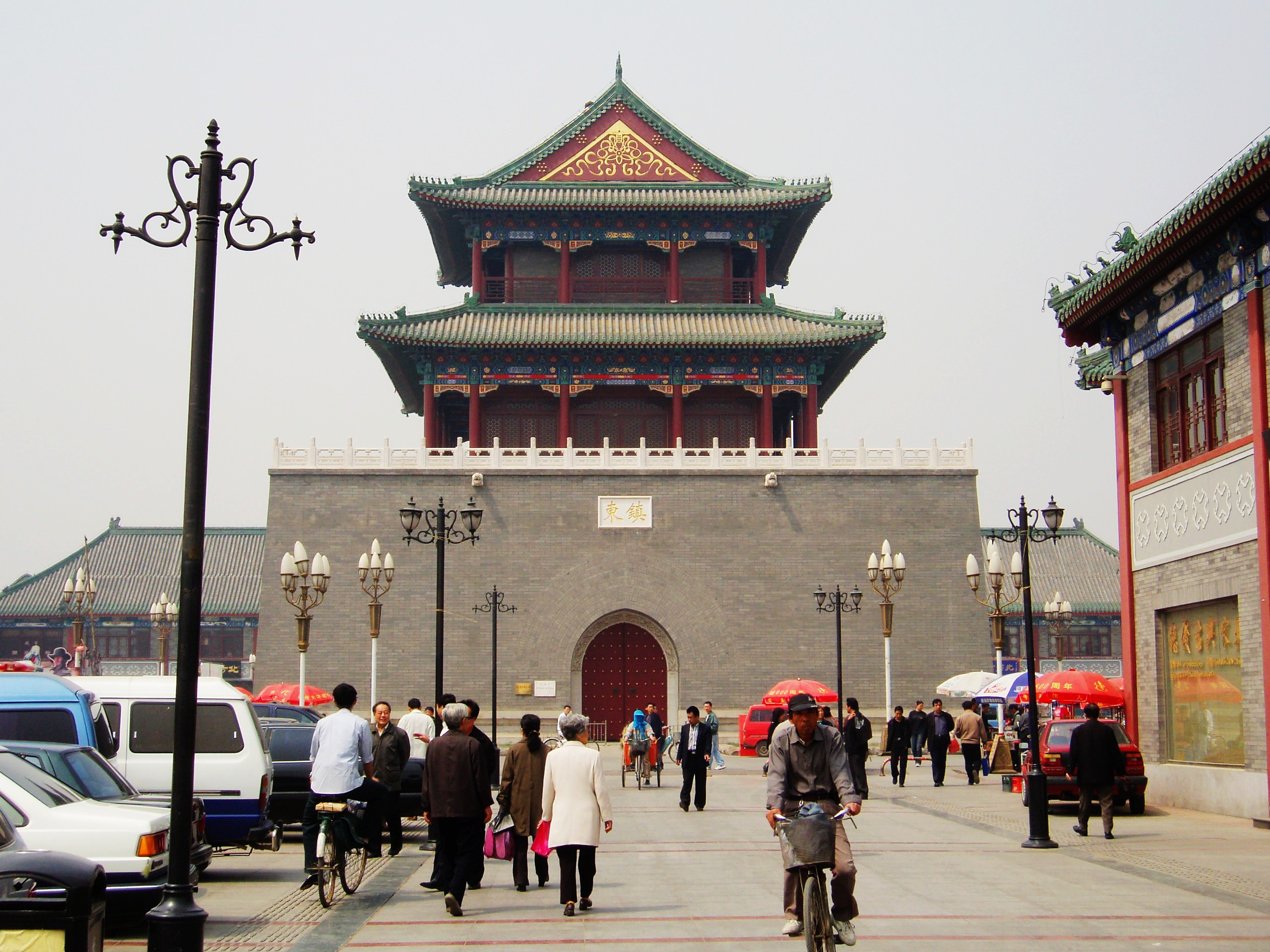
Tianjin
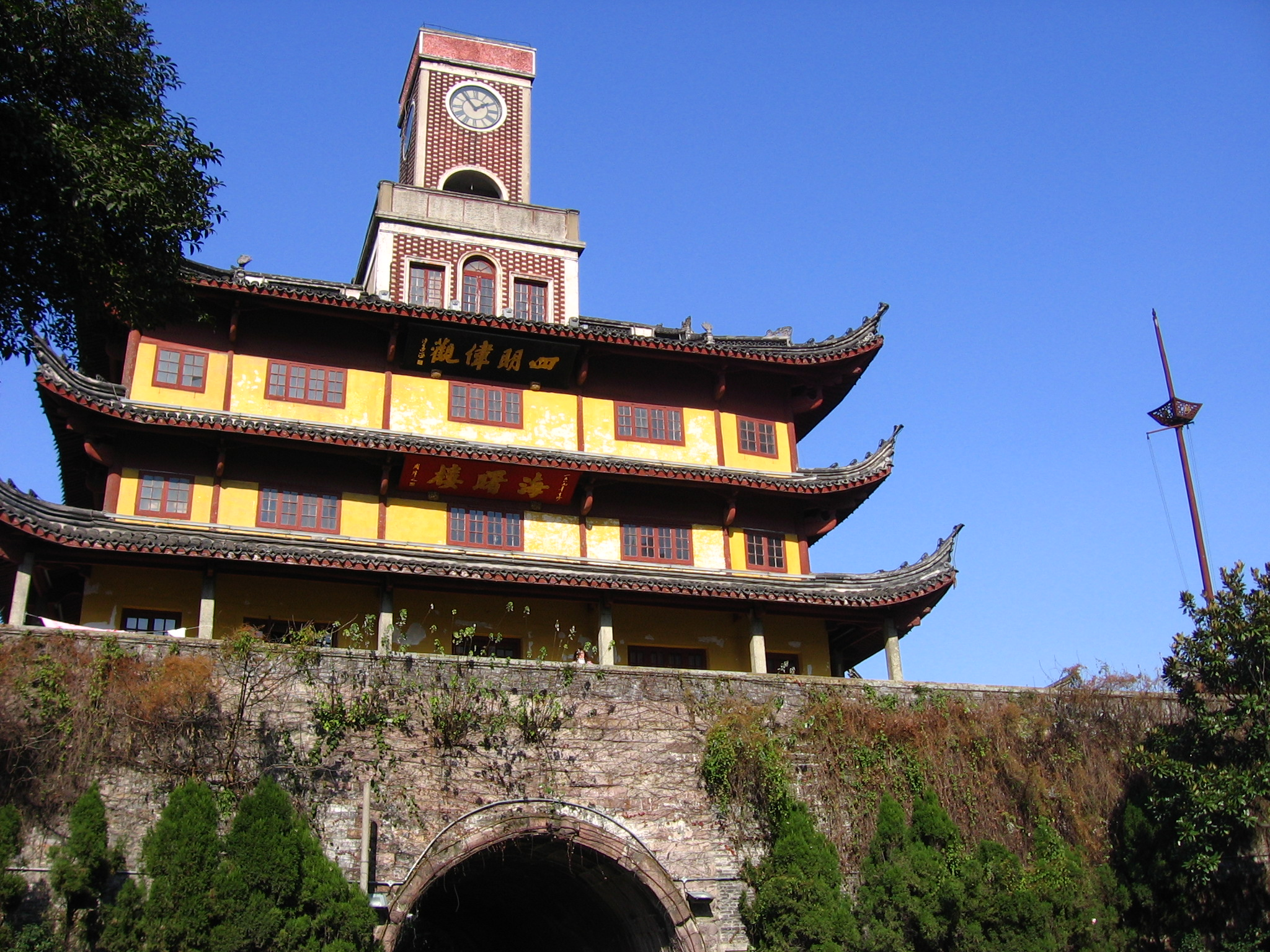
Ningbo
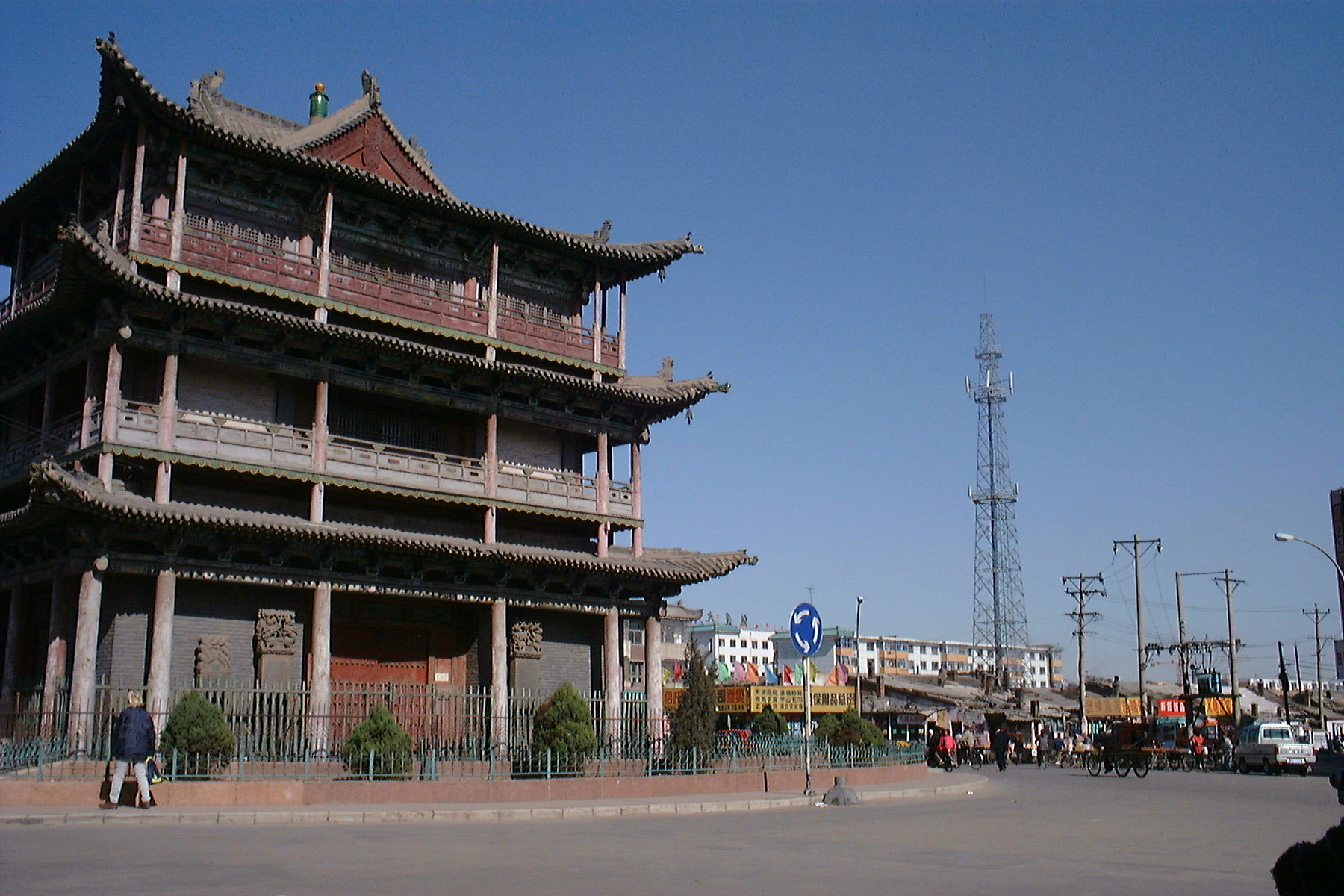
Datong
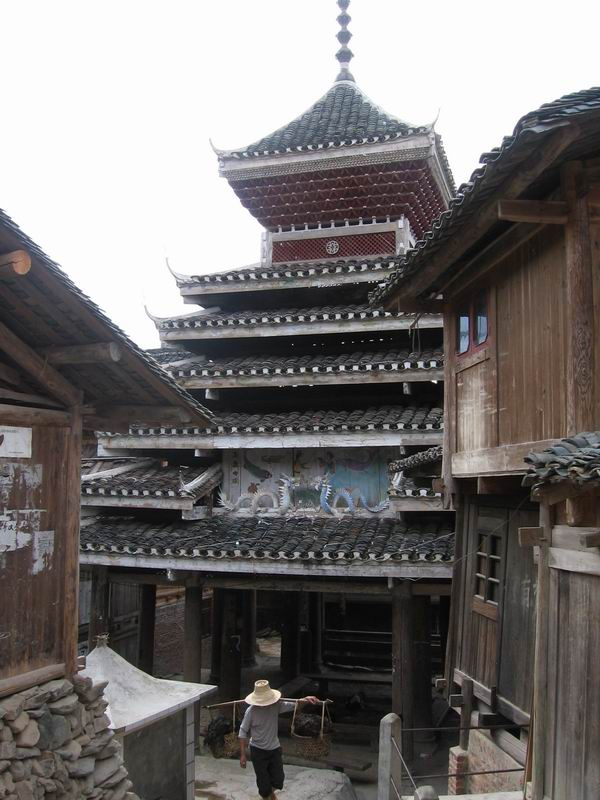
Zhaoxing (Dong)
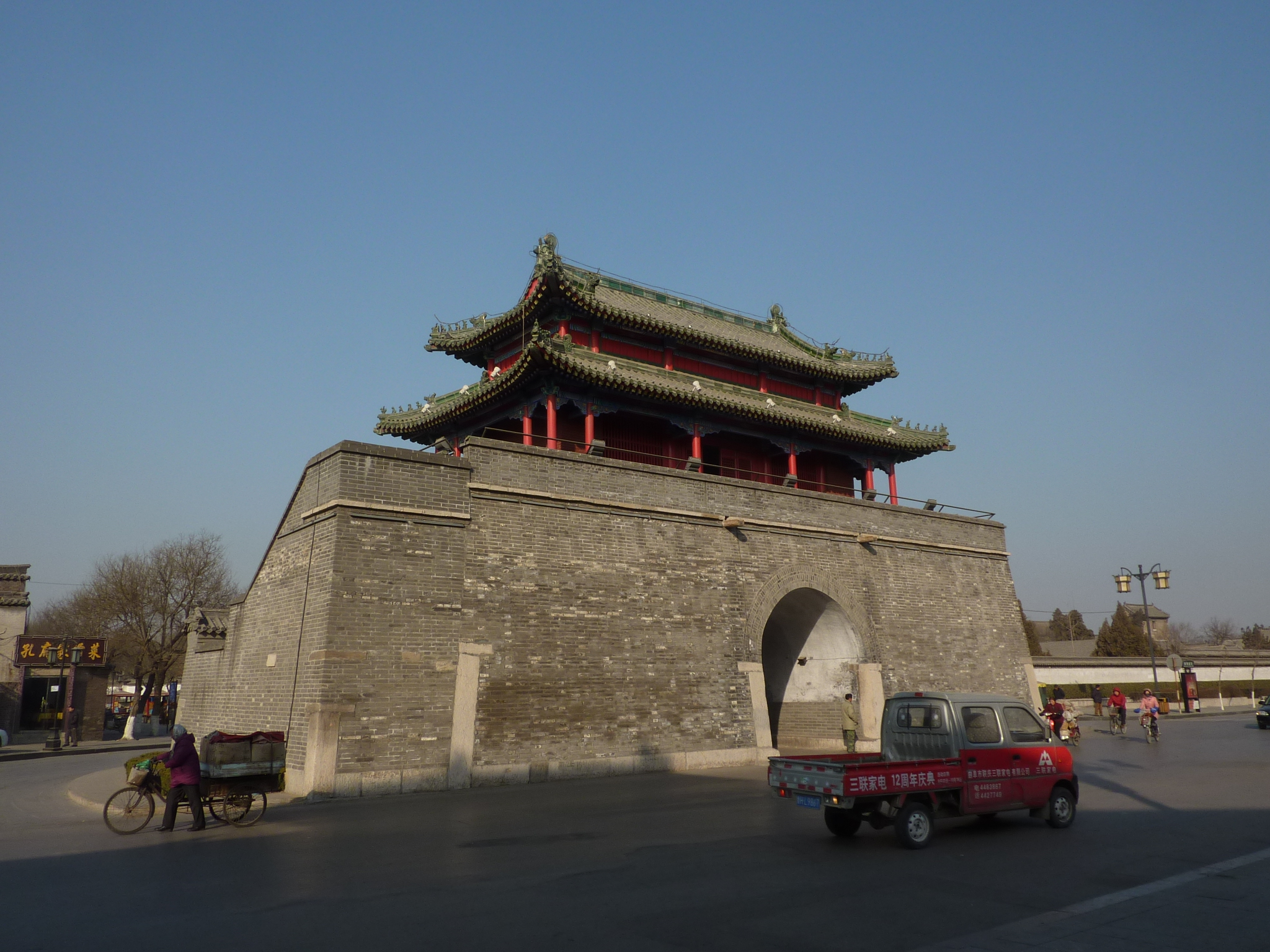
Qufu